# Pensionario

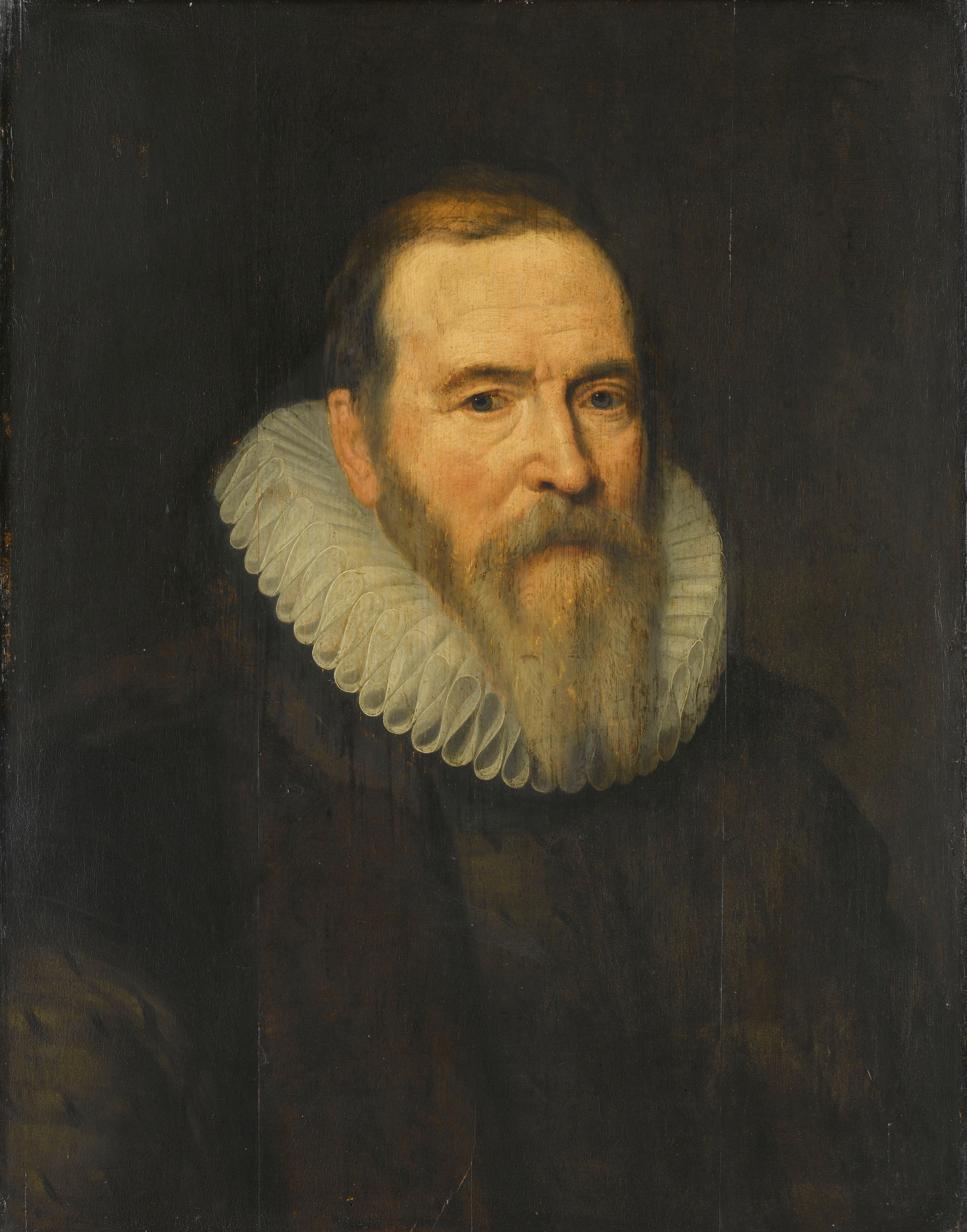
Il gran pensionario Johan van Oldenbarnevelt.

Per pensionario si intende un pensionante, o chi alloggia in una pensione o di un pensionato (persona che riceve una pensione, di un ufficio o di una carica religiosa), o una carica politica presente nella Repubblica delle Sette Province Unite, che deve il suo nome al salario, o pensione, che ricevevano 
durante il loro incarico.

## Storia
Inizialmente erano noti come avvocati. La carica nacque nelle Fiandre. I primi pensionari in Olanda sono stati quelli di Dordrecht (1468) e di Haarlem (1478). Essi gestivano gli affari legali della città ed erano segretari dell'assemblea cittadina, nonché rappresentanti e portavoce di essa durante le riunioni degli Stati provinciali. La carica del pensionario era a vita e godeva di notevole autorità.
Veniva eletto fra le classi dell'alta borghesia mercantile. La sua importanza crebbe parecchio nel periodo della rivolta del 1572, e ancor di più dal 1586 al 1619 con l'incarico   Joahn van Oldenbarneveldt.  L’avvocato elaborava e introduceva tutte le risoluzioni, poneva fine ai dibattiti e contava i voti nell'assemblea provinciale. Quando esso non era in seduta, il pensionario era un membro permanente del collegio dei consiglieri deputati che gestivano l'amministrazione. Era ministro della giustizia e della finanza. Ogni corrispondenza passava fra le sue mani ed era capo e portavoce della deputazione, oltre a rappresentare la provincia negli Stati Generali dell’Aia. La gestione degli affari esteri, in particolare, era affidata quasi completamente a lui.
Dopo l'esecuzione di Oldenbarnevelt nel 1619, fu stabilito un nuovo incarico, occupabile per soli cinque anni, al suo posto con titolo diRaad-Pensionaris (in italiano Pensionario del Consiglio), più semplicemente e frequentemente chiamato gran pensionario. I primi che occuparono questa carica furono Anthony Duyck, Jacob Cats e Adrian Pauw, che governarono contemporaneamente agli statolder Federico Enrico e Guglielmo II d'Orange doverono subire la diminuzione del loro potere, ma nel primo periodo di vacanza dello statolderato, (1650–1672) i grandi pensionari divennero ancora più influenti dello stesso Oldenbarneveldt, dal momento che non c'era principe di Orange che occupava l'incarico di statolder, e di ammiraglio e generale dell'Unione. Dal 1653 al 1672 Johan de Witt, eletto due volte, ha reso la carica di "gran pensionario di Olanda" famosa in eterno ai tempi delle guerre contro l'Inghilterra. Il più conosciuto dei suoi successori è stato Anthony Heinsius, che fu pensionario dal 1688 fino alla sua morte, nel 1720. Era amico intimo di Guglielmo III d'Inghilterra, e dopo il decesso del sovrano continuò a svolgere le proprie mansioni nel periodo di assenza di statolder. La carica è stata abolita dopo la conquista dei Paesi Bassi da parte dei francesi nel 1795.